# Thomas Eller (Fußballspieler)
Thomas Eller (* 3. November 1980) ist ein ehemaliger österreichischer Fußballspieler.

## Karriere

### Verein
Eller begann seine Karriere beim Innsbrucker AC. Zur Saison 1997/98 rückte er in den Kader der ersten Mannschaft der Innsbrucker. Zur Saison 1998/99 wechselte er zu den Amateuren des Bundesligisten FC Tirol Innsbruck. Da er den Sprung in den Profikader nicht schaffte, wechselte er zur Saison 2000/01 zu Schwarz-Weiß Bregenz. Dort debütierte er im Juli 2000 gegen Tirol Innsbruck in der Bundesliga. In seiner ersten Bundesligaspielzeit kam er zu 21 Einsätzen, in denen er einmal traf. In der Saison 2001/02 absolvierte er acht Partien. In der Saison 2002/03 kam er zu 20 Einsätzen.
In der Saison 2003/04 kam Eller in der Hinrunde nur zweimal im ÖFB-Cup gegen Amateurklubs zum Einsatz. Daraufhin wurde er in der Winterpause an den Zweitligisten FC Lustenau 07 verliehen. Für die Lustenauer absolvierte er bis Saisonende 13 Spiele in der zweiten Liga. Mit dem Team stieg er zu Saisonende allerdings aus der zweithöchsten Spielklasse ab. Zur Saison 2004/05 kehrte der Verteidiger nicht mehr nach Bregenz zurück, sondern wechselte nach Deutschland zum viertklassigen FV Dresden 06. Für die Dresdner spielte er sechsmal in der Oberliga.
Nach einem halben Jahr im Ausland kehrte er in der Winterpause wieder nach Österreich zurück und schloss sich der viertklassigen WSG Wattens an, mit der er zu Saisonende in die Regionalliga West aufstieg. Zur Saison 2007/08 wechselte er innerhalb der Liga zur SPG Axams/Götzens. Für diese kam er zu 38 Einsätzen, ehe er im Jänner 2009 wieder nach Wattens zurückkehrte. Dort absolvierte er 79 Partien in der Westliga und wurde mit dem Team 2012 auch Meister, den Aufstieg verpasste man jedoch in der Relegation. Nach der Saison 2011/12 beendete er seine Karriere.

### Nationalmannschaft
Eller spielte im März 2001 zweimal im österreichischen U-21-Team.